# والابای پاتل
والابای پاتل یا والابابهائی پاتل (انگلیسی: Vallabhbhai Patel؛ زاده ۳۱ اکتبر ۱۸۷۵ درگذشته ۱۵ دسامبر ۱۹۵۰) سیاست‌مدار هندی و از بنیانگذاران کشور هندوستان امروزی بود. سردار پاتل که در هندوستان به «مرد آهنین» ملقب است، در جریان استقلال هندوستان، نقش بزرگی در اتحاد ۵۰۰ ایالت خودمختار و تشکیل کشور هندوستان داشته و سپس به عنوان اولین قائم مقام نخست‌وزیر هندوستان به ایفای نقش پرداخت.
تندیسی از او با ارتفاع ۱۸۲ متر و ۴۲۰ میلیون دلار هزینه به نام تندیس اتحاد در ایالت زادگاه او، گجرات توسط نارندرا مودی، نخست‌وزیر این کشور در ۳۱ اکتبر ۲۰۱۸ رونمایی شد که بلندترین تندیس جهان است.